# Buala
Buala – miasto w Wyspach Salomona; na wyspie Santa Isabel; stolica Prowincji Isabel; 971 mieszkańców (2009). Ośrodek turystyczny.